# Fahrenheit (joc video)
Fahrenheit, cunoscut sub numele de Indigo Prophecy în America de Nord, este un joc video interactiv de acțiune-aventură dezvoltat de Quantic Dream și publicat de Atari. Lansat în 2005 pentru PlayStation 2, Xbox și Microsoft Windows, jocul a fost apreciat pentru inovația sa în storytelling și gameplay interactiv.

## Dezvoltare și Lansare
Jocul a fost conceput și regizat de David Cage, fondatorul Quantic Dream, care a dorit să creeze o experiență interactivă de film, combinând elemente de film și joc video. Fahrenheit a fost lansat în Europa pe 16 septembrie 2005 și în America de Nord pe 20 septembrie 2005 sub titlul Indigo Prophecy.

## Povestea
Fahrenheit este setat într-o versiune fictivă a New York-ului și urmează povestea a trei personaje principale: Lucas Kane, Carla Valenti și Tyler Miles.
- Lucas Kane: Povestea începe cu Lucas, care comite un omor în mod inexplicabil într-o stare de transă la o cafenea. După crima misterioasă, el încearcă să înțeleagă ce s-a întâmplat și să scape de poliție, în timp ce experimentează viziuni și fenomene supranaturale.
- Carla Valenti: Carla este o detectivă hotărâtă și inteligentă care investighează crima comisă de Lucas. Ea trebuie să descopere adevărul din spatele crimei și să înțeleagă legătura cu alte evenimente supranaturale din oraș.
- Tyler Miles: Tyler este partenerul Carlei și un detectiv cu o personalitate relaxată și un stil de viață urban. El oferă echilibrul emoțional în echipa de investigare.

## Gameplay
Fahrenheit combină elemente de acțiune-aventură cu mecanici de joc interactive și secvențe de quick-time events (QTE). Jocul este cunoscut pentru stilul său cinematic și narațiunea ramificată, unde deciziile jucătorului influențează cursul și finalul poveștii.

### Caracteristici principale
- Interacțiuni și alegeri: Jucătorii controlează acțiunile și deciziile personajelor principale, influențând relațiile și rezultatele evenimentelor. Jocul oferă multiple finaluri bazate pe alegerile făcute.
- Quick-Time Events (QTE): Secvențele QTE sunt folosite pentru a simula acțiuni intense, cum ar fi lupte sau evadări. Jucătorii trebuie să apese rapid butoanele afișate pe ecran pentru a progresa.
- Sănătatea mentală: Fiecare personaj are o bară de sănătate mentală care scade în funcție de evenimentele traumatizante sau de alegerile nefavorabile. Dacă sănătatea mentală scade prea mult, personajul poate intra în colaps, afectând povestea.

### Personaje
- Lucas Kane: Protagonistul principal, a cărui viață este dată peste cap după ce comite o crimă în stare de transă. El este bântuit de viziuni supranaturale și încearcă să descopere adevărul din spatele acestor evenimente.
- Carla Valenti: O detectivă devotată și analitică, care investighează cazul lui Lucas. Ea este echilibrată, dar determinată să rezolve misterul.
- Tyler Miles: Partenerul Carlei, care aduce o perspectivă relaxată și umoristică în echipa de investigare
- Markus Kane: Fratele lui Lucas, un preot care încearcă să-l ajute pe Lucas să înțeleagă și să facă față situației în care se află.

## Grafică și Sunet
Fahrenheit folosește un stil grafic detaliat și realist pentru a crea o atmosferă imersivă. Jocul beneficiază de o coloană sonoră compusă de Angelo Badalamenti, cunoscut pentru colaborările sale cu regizorul David Lynch. Muzica adaugă o dimensiune suplimentară atmosferei tensionate și misterioase a jocului.

## Receptarea critică
Fahrenheit a fost bine primit de critici, fiind lăudat pentru inovația sa în storytelling și gameplay interactiv. Jocul a fost apreciat pentru capacitatea sa de a crea o experiență cinematografică și de a implica jucătorii în poveste. Totuși, unii critici au menționat că mecanicile QTE pot deveni repetitive și frustrante.

## Relansare și Remasterizare
În 2015, Quantic Dream a lansat Fahrenheit: Indigo Prophecy Remastered, o versiune actualizată a jocului original. Remasterizarea a inclus grafică îmbunătățită, suport pentru controller și compatibilitate cu platformele moderne, cum ar fi Windows, macOS, iOS și Android.

## Moștenire și Impact
Fahrenheit a influențat semnificativ genul de jocuri de aventură narative și a stabilit standarde pentru jocurile viitoare dezvoltate de Quantic Dream, precum Heavy Rain, Beyond: Two Souls și Detroit: Become Human. Succesul său a demonstrat potențialul jocurilor video de a oferi experiențe interactive și captivante, comparabile cu cele din filme.
Fahrenheit (Indigo Prophecy) rămâne un joc important în istoria jocurilor video, cunoscut pentru inovațiile sale în storytelling și gameplay interactiv. Cu o poveste captivantă, personaje bine dezvoltate și o atmosferă intensă, jocul continuă să fie apreciat de fani și să influențeze titlurile moderne din genul de aventură narativă.